# Filip Horanský
Filip Horanský (Piešťany, Eslovaquia, 7 de enero de 1993) es un extenista profesional eslovaco.

## Trayectoria
Horanský destacó como jugador junior. El año 2010 ganó la medalla de bronce junto a su compatriota Jozef Kovalík en el dobles masculino de los Juegos Olímpicos de la Juventud de Singapur. Al año siguiente, consiguió el título de dobles del Abierto de Australia junto a Jiří Veselý y finalizó en la clasificación juvenil de la ITF en la 3ª posición.
Profesionalmente ganó el título del Challenger de Meerbusch en 2018 tras superar en la final a Jan Choinski por 6–7(7), 6–3, 6–3. Ese año también debutó en el cuadro principal de un torneo ATP tras superar las clasificaciones del Torneo de Lyon, donde superó en la primera ronda a João Sousa, campeón en Estoril la semana anterior.
Representó por primera vez a Eslovaquia en la Copa Davis en una serie contra Canadá válida por la clasificación al grupo mundial. Disputó el primer partido contra Denis Shapovalov, que lo venció por 4-6, 5-7 para poner 1-0 a los canadienses, que finalmente clasificaron por 3-2.

## Títulos Challenger (1)

### Individuales (1)
| N.º | Fecha                | Torneo                  | Superficie    | Oponente en la final | Resultado        |
| --- | -------------------- | ----------------------- | ------------- | -------------------- | ---------------- |
| 1.  | 19 de agosto de 2018 | Challenger de Meerbusch | Tierra batida | Jan Choinski         | 6–7(7), 6–3, 6–3 |